# Bataille de Zasław (1491)
La bataille de Zasław (en polonais : Bitwa pod Zasławem) a eu lieu près du village d'Iziaslav, le 24 janvier 1491, pendant la guerre polono-ottomane de 1485-1503. Elle fut menée par les armées de la Couronne du Royaume de Pologne dirigées par Mikołaj Chodecki, et du Grand-Duché de Lituanie, dirigées par Semyon Olshanski, contre les forces du Khanat de Crimée. Elle a été remportée par les Polonais et les Lituaniens. Les forces tatares comptaient 9 000 soldats. La bataille s'est terminée avec la destruction des forces tateres, avec seulement une cinquantaine de soldats survivants.